# Право на забвение
Пра́во на забве́ние (право быть забытым, англ. right to be forgotten) — право человека, позволяющее ему потребовать при определённых условиях удаление своих персональных данных из общего доступа через поисковые системы, то есть ссылок на те данные, которые, по его мнению, могут нанести ему вред. Это касается устаревших, неуместных, неполных, неточных или избыточных данных или информации, законные основания для хранения которой исчезли с течением времени.
В настоящее время право на забвение связывают прежде всего с громким делом Костеха 2014 года и решением Европейского суда по этому делу. Данный прецедент вызвал ожесточённые общественные дебаты по поводу целесообразности установления права на забвение в качестве международно-правовой нормы, частично из-за отсутствия четкого законодательного регулирования его применения. Были высказаны опасения, что право на забвение противоречит таким фундаментальным правам человека, как свобода слова и свобода доступа к информации, а также что оно негативно повлияет на качество интернет-ресурсов с точки зрения цензуры и фальсификации истории.

## Концепция
Идея о необходимости защиты персональных данных появилась ещё в конце XIX века. Луи Брандейс писал о «праве быть оставленным в покое»: «многочисленные механические устройства предвещают истинность предсказания, что то, что говорили на ухо внутри дома, будет провозглашено на кровлях». Один из исследователей правового регулирования в Интернете, Виктор Майер-Шенбергер, считает, что повышенный интерес европейцев к защите персональных данных коренится в «кровавой истории XX века», и в 1990-х годах многие законы «были переписаны», чтобы предотвратить возвращение к тоталитаристским подходам к частной жизни. Поэтому в Европе довольно распространена юридическая практика, устанавливающая грань между правом средств массовой информации на публикацию информации о каком-либо человеке и правом этого человека на неприкосновенность частной жизни.
Однако стремительное развитие Веб 2.0 стало причиной значительных изменений в сфере распространения информации, которая благодаря социальным сетям, блогам и поисковым системам стала не только доступной любому пользователю в любой точке мира, но также и практически не поддающейся контролю. Это привело к формированию мощной цифровой памяти: личная информация, попав в Сеть, остаётся там навсегда, как татуировка на теле человека. И право на забвение стало актом естественной самозащиты общественности (прежде всего в Европе) от всепроникающей власти Интернета.
В настоящее время из-за отсутствия единого законодательного акта, объясняющего и регулирующего право на забвение, концепцию называют «неопределённой». Согласно Рольфу Веберу, право на забвение «отражает требование индивида об удалении каких-либо данных для того, чтобы они стали недоступны для третьих лиц». Иными словами, данное право позволяет индивидам удалять видео, фотографии или любую другую информацию о себе, чтобы она стала таким образом недоступной для поисковых систем. В этом смысле необходимо отличать «право на забвение» от «права забывать» (англ. right to forget): второе относится к запрету на упоминание исторического события из-за срока давности произошедшего, что делает его неактуальным для общества. Тем не менее для права на забвение действует то же правило: «чем больше срок давности у информации, тем больше персональные интересы превалируют над общественными», так как «с течением времени интерес со стороны общества к определённому факту прошлого блёкнет или исчезает вовсе». В конечном итоге право на забвение состоит в праве каждого на «исчерпывающую и актуальную информацию о себе». Право на забвение отделено также и от права на неприкосновенность частной жизни, так как подразумевает удаление информации уже публичной, но нежелательной для дальнейшего доступа со стороны третьих лиц.
В самом современном понимании права на забвение речь идет прежде всего об удалении ссылок в поисковых системах на материалы, содержащие персональные данные или нежелательную информацию, но не самих материалов.
В Европе предпосылки права на забвение существуют в законодательстве Франции, в котором признается le droit à l’oubli — право, позволяющее осуждённому, отбывшему срок наказания и реабилитированному, возражать против публикации фактов о его судебном прошлом. Подобный принцип действует и в Великобритании: по прошествии некоторого времени, многие судебные приговоры считаются «исчерпанными». Как в Европе, так и в США, в судебных отчётах не упоминаются имена несовершеннолетних, так как ошибки, совершённые в юности, не должны негативно влиять на взрослую жизнь.
Право на забвение тесно связано с принципом Хабеас дата, закреплённом в конституционном праве ряда стран, прежде всего, Латинской Америки. Согласно этому принципу, любой человек (или гражданин) имеет право «требовать в судебном порядке ознакомления с любыми касающимися его данными, хранящимися в любых архивах и учреждениях, включая архивы служб государственной безопасности».

## Применение

### Европейский союз

#### Законодательство
Один из фундаментальных законодательных актов ЕС — Хартия Европейского союза по правам человека — гарантирует право индивида на «уважение частной и семейной жизни» (ст. 7), а также на «защиту относящихся к нему данных личного характера» (ст. 8). Кроме того, «каждый человек имеет право на получение доступа к собранным в отношении него данным, и право на устранение в них ошибок».
В 1995 году была принята Директива «О защите прав частных лиц применительно к обработке персональных данных и о свободном движении таких данных» (Директива 95/46ЕС), которая сегодня является основным документом ЕС в сфере сбора, обработки, хранения и иных действий, касающихся персональных данных. Ст. 12 данного документа гарантирует частным лицам конфиденциальность личной информации и её защиту от третьих лиц в сфере Интернета.
В 2010 году Европейская комиссия опубликовала своё послание «Многосторонний подход к защите персональных данных в Европейском союзе», в котором была выражена всеобщая озабоченность уязвимостью персональных данных перед лицом технологических изменений и необходимость реформирования существующего законодательства Евросоюза в этой сфере. Кроме того, в данном послании впервые было дано определение права на забвение в Интернете.
В 2012 году Еврокомиссия представила проект нового акта о защите персональных данных (General Data Protection Regulation), который призван заменить и усовершенствовать Директиву 95/46ЕС. Составление законопроекта планируется завершить в 2015 г. По словам Вивиан Рединг, право на забвение стало способом «дать людям контроль над своими данными», прежде всего над теми, что «предоставлены самими индивидами», а не над упоминаниями в СМИ или где-либо ещё. Целью нового законопроекта является обновление и усиление законодательной базы в сфере защиты онлайн конфиденциальности (с учётом тенденций глобализации, появления социальных сетей и облачных технологий) и поддержание европейской электронной экономики (digital economy). Кроме того, данная инициатива призвана укрепить доверие потребителей к онлайн-сервисам, способствуя экономическому росту, созданию новых рабочих мест и инновационному процессу в Европе, а также устранить различия в применении Директивы в различных странах — членах ЕС. В частности, ст. 17 нового законопроекта объясняет понятие «право на забвение и уничтожение» (right to be forgotten and to erasure). По этой статье, индивиду предоставляется право требовать удаления своих персональных данных и отказа от их дальнейшего распространения, особенно тех данных, которые были опубликованы, пока он был несовершеннолетним, или которые более не соответствуют цели их публикации. Операторами данных являются люди или организации, которые собирают и управляют персональными данными; по требованию владельца данных они должны предпринять соответствующие обоснованные шаги по удалению запрашиваемых ссылок. Предполагается, что сфера действия нового закона будет включать в себя не только страны — члены ЕС, но и международные компании, действующие на территории ЕС, со всеми вытекающими из этого последствиями, что придаёт этому закону действительно общемировое значение.
В марте 2014 года новая версия законопроекта была одобрена Европейским парламентом. Право на забвение было заменено более ограниченными правом на уничтожение данных. Помимо условий для удаления данных и запрета на их дальнейшее распространение, законопроект предусматривает также условия, при которых дальнейшее сохранение данных обусловлено исторической, статистической, научно-исследовательской необходимостью, общественным интересом.

#### Испания
В Испании действует закон о Защите персональных данных (Ley Orgánica 15/1999, LOPD). Ст. 4 о характере/качестве персональных данных гласит, что они подлежат сбору и последующей обработке, только если являются адекватными, уместными в соответствии с обстоятельствами. Данные не могут быть использованы для иных целей, нежели были собраны, если это не задачи истории, статистики или науки. Персональные данные должны быть удалены, если они не являются более необходимыми или соответствующими цели, в связи с которой были собраны или сохранены. Закон предусматривает процедуру удаления таких данных, кроме тех, что представляют историческую, статистическую, научную значимость. Для защиты и контроля сбора, обработки и выполнения иных действий с персональными данными испанских граждан, в 1993 году было создано Национальное агентство по защите данных (Agencia Española de Protección de Datos) — организация, находящаяся под контролем Министерства юстиции. Именно Агентство стало первой инстанцией, куда обратился Марио Костеха Гонсалес с требованием об удалении своих персональных данных.

#### Дело Костеха
В мае 2014 года Европейский суд рассматривал дело испанского гражданина Марио Костеха Гонсалеса против корпорации Google. В 2010 году Гонсалес обратился в Национальное агентство по защите данных с требованием удалить электронную версию статьи 1998 года в архиве газеты La Vanguardia о продаже его дома на аукционе в счёт уплаты долга, который был впоследствии им погашен, а также ссылки на эту статью. Появление компрометирующей его информации, более неуместной по словам Гонсалеса, нарушало его право на личную жизнь, так как данное судебное разбирательство уже давно разрешилось. Его первоначальная жалоба об удалении статьи на сайте газеты была отклонена на основании законности публикации и точности содержащихся в ней сведений, однако жалоба по отношению к Google Spain была поддержана. Власти Испании обязали корпорацию удалить ссылки, содержащие имя Гонсалеса, сделав данную информацию недоступной для поиска со стороны третьих лиц. Google подал встречный иск в Верховный суд Испании, который передал неоднозначное дело в вышестоящую инстанцию — Европейский суд. Его решение, вынесенное 13 мая 2014 года на основе Директивы 95/46ЕС, а также главы 8 Хартии Европейского союза по правам человека, обязало Google удалить все ссылки, содержащие имя Гонсалеса, на испанском поддомене Google.es. Google Spain был признан подразделением Google Inc. на испанской территории, попадающим, таким образом, под действие Директивы 95/46ЕС, несмотря на то, что данные обрабатываются компанией на территории США.
Сама информация остаётся доступной на сайте газеты La Vanguardia, но более не индексируется поисковым механизмом Google.
Таким образом, граждане Евросоюза получили право обратиться при определённых обстоятельствах к любой поисковой системе с запросом об удалении неадекватной, не соответствующей действительности или устаревшей информации, содержащей их имена или другие персональные данные, а дело Костеха стало первым судебным прецедентом в этом вопросе. Важно, что Суд также постановил, что данное дело не является универсальным, а право на забвение — абсолютным: решения по аналогичным делам будут выноситься на основе конкретных обстоятельств, чтобы исключить их противоречие с фундаментальными правами человека (свободы слова и печати) — принцип a case-by-case assessment.
Дело вызвало огромный общественный резонанс. В первый же день вступления постановления Европейского суда в силу Google получил 12 000 запросов на удаление персональных данных из своей поисковой системы. Компания запустила специальный сервис для подачи заявлений — онлайн форму, доступную на европейских поддоменах Google. В связи с этим в июле 2014 года были высказаны замечания, что Google не обязан выполнять все подряд требования об удалении, а прежде всего должен взвешивать последствия удаления информации, возможно представляющей общественный интерес или другую значимость, и вред, наносимый упоминанием его имени лицу, требующему удаления. Для вынесения объективного решения, учитывающего баланс между общественным интересом и личными правами человека, требования и запросы следует передавать комиссару по информации (Information Commissioner) в соответствующей стране. Впоследствии несколько ссылок, которые Google признал удалёнными необоснованно, были восстановлены.
Важно, что в настоящее время подобные требования об удалении упоминаний имени и других персональных данных из поисковых систем в соответствии с законодательством ЕС удовлетворяются корпорацией Google только на европейских поддоменах, таких как Google.co.uk или Google.fr, но не на Google.com. Согласно заявлению Эрика Шмидта, данная политика поисковика останется неизменной до нового судебного решения или принятия соответствующего закона.

#### Италия
Как и в Испании, в Италии действуют Кодекс о защите персональных данных (Codice in materia di protezione dei dati personali), принятый в ноябре 2003 года, и государственная организация по защите персональных данных (Garante per la protezione dei dati personali). В Италии право на забвение рассматривается прежде всего с точки зрения права каждого гражданина на удаление из архива новостей определённых биографических фактов, способных нанести вред его чести или репутации, если эти факты больше не являются актуальными или не представляют общественный интерес, или на нераспространение (без определённых причин) информации о своём судебном прошлом.
В 1990 году Верховный суд Италии счёл противоправными действия газеты Il Messaggero, на сайте которой в результате поднятия на свет архивов была опубликована фотография преступника, давно вышедшего по УДО и вернувшегося к обычной жизни. Воспоминание об этом факте было признано не имеющим никакого общественного интереса. В 2005 году чиновник Марио Кьеза в судебном порядке получил право на полное «забвение» своих прозвищ со стороны СМИ, данных ещё в 1991 году (по сроку давности). Аналогичный иск о распространении порочащих сведений в Интернете от Джулио Карадонна был отклонён. В 2013 году суд города Ортона (Абруццо) приговорил онлайн-издание Primadanoi к штрафу в 17 тысяч евро за отказ удалить из своих архивов материалы о двух предпринимателях, вовлечённых в судебное дело. Суд постановил, что со времени даты публикации данной информации прошло достаточно времени для того, чтобы она отныне больше не представляла общественный интерес, как этого требует свобода массовой информации. Статья в конечном итоге была удалена из архива издания.
В настоящее время в Италии рассматривается закон о клевете, который подразумевает, в частности, право на удаление с веб-сайтов и сайтов поисковых систем порочащие лицо сведения или персональные данные, используемые с нарушением закона.

#### Франция
Франция считается родоначальницей концепции права на забвение (le droit à l’oubli). В 2010 году во Франции была принята Хартия о праве на забвение (Charte du droit à l’oubli dans les site collaboratifs et les moteurs de recherche), ставшая первой попыткой правительства Франции встроить концепцию права на забвение в Интернете в национальную систему права. Хартия представляет собой свод норм и правил поведения для государства и корпораций в сфере защиты персональных данных в Сети. Она была подписана бывшим министром по развитию электронной экономики Натали Косцюшко-Моризе и представителями таких интернет-гигантов, как Microsoft и Skyblog (Facebook и Google отказались подписывать документ).

#### Германия
Прецедент, связанный с правом на забвение (хотя сам термин тогда не употреблялся в сегодняшнем его понимании), был зафиксирован в 2009 году в Германии. В октябре 2009 года в Фонд Викимедиа адвокатами Вольфганга Верле, осуждённого в 1993 году на 14 лет за убийство немецкого актёра Вальтера Зедльмайра, было направлено письмо-предупреждение с требованием удалить имя Верле из англоязычной статьи Википедии о Зедльмайре, со ссылкой на прецедент Конституционного суда Германии 1973 года, согласно которому возможно сокрытие имени преступника в новостных сообщениях после его освобождения. В 2008 году имена Верле и его пособника Манфреда Лаубера уже были удалены из немецкой версии статьи (в 2009 году упоминание о них было возвращено решением Конституционного суда Германии). Редакторы англоязычной Википедии отказались убрать из статьи имена преступников, посчитав это нарушением свободы слова. Основанием для этого послужил и тот факт, что немецкие законы не распространяются на компании, базирующиеся за пределами страны (фонд Викимедиа зарегистрирован в США).

### Аргентина
В 1996 году в своем решении по делу Falcionelli (Falcionelli, Esteban P. Vs Organización Veraz S.A.) Верховный суд Аргентины постановил, что персональные данные, собранные более 10 лет назад, признаются устаревшими и субъект имеет право на удаление этих данных, так как их сохранение нарушает «право на забвение» и делает его заложником своего прошлого. В ст. 26 принятого позднее (2000 г.) закона 25.326 «О защите персональных данных» устанавливается уже пятилетний срок хранения (только с целью оценки финансовой надёжности индивида). В 2011 году Верховный суд Аргентины пояснил термин «право на забвение» в текстах своих решений по делам Catania и Napoli: подтвердил его действие, пятилетний срок хранения данных и условия установления этого срока.
В 2012 году депутаты Хулиан Обиглио и Альберто Перес предложили проект нового закона о праве на забвение в Интернете, устанавливающего правовую ответственность поисковиков и социальных сетей за опубликованный третьими лицами контент и механизм, позволяющий индивидам требовать от поисковиков и социальных сетей блокировать доступ к контенту, наносящему вред чести и репутации.
Применение права на забвение в Аргентине связано прежде всего с исками публичных лиц против региональных подразделений Google и Yahoo с требованиями удалить определённые поисковые запросы или ссылки на фотографии. В 2009 году Вирджиния да Куна выиграла дело против Google и Yahoo об удалении ссылок на фотографии сексуального характера, содержащих упоминание её имени. В 2010 решение было отменено апелляционным судом на том основании, что поисковые системы не могут быть признаны ответственными за содержание индексируемого ими контента Последний из примерно сотни подобных случаев — дело Марии Белен Родригес против Google и Yahoo 2014 года. Иск об удалении ссылок на фотографии был отклонён; в своём решении суд сделал акцент на том, что поисковые системы могут быть признаны ответственными за контент своих каталогов только в исключительных случаях.

### США
Первая поправка Билля о правах Конституции США гарантирует гражданам свободу слова и печати. В отличие от европейской юридической практики, американские законы фиксируют превалирование этих свобод над правом на конфиденциальность: если манипуляции с информацией (в том числе с данными) признаны законными и точными, то СМИ имеют практически абсолютное право на её публикацию и архивацию.
В середине XX века в США было два судебных дела, косвенно имеющих отношение к современному праву на забвение. В деле Мелвин против Рида (Melvin v. Reid) фильм «The Red Kimona», рассказывающий историю экс-проститутки, обвинённой в убийстве, заставил реального прототипа героини подать в суд на продюсера картины. Суд постановил, что любой человек, ведущий добродетельную, законопослушную жизнь, имеет право на счастье, включающее свободу от неоправданных нападок на его личность, социальное положение и репутацию. Напротив, в деле Sidis v. FR Publishing Corp. суд отказал в «забвении» бывшему ребёнку-вундеркинду Вильяму Сидису, пожелавшему во старшем возрасте избавиться от повышенного внимания со стороны общественности, постановив, что право человека на контроль за распространяемой о нём информацией, а также за степенью его популярности, ограничено.
Дело Костеха вызвало в США, как и в Европе, поляризацию общественного мнения: одни выступили за институциональное введение права на забвение (в журнале New Yorker была рассказана история семьи Катсурас, чья дочь погибла в автокатастрофе, и снимки её обезображенного тела распространились помимо воли её родных по всему Интернету); другие, в том числе представители Google и фонда Викимедиа, негативно отозвались о решении Европейского суда, усмотрев в нём нарушение права на свободу слова и установление цензуры в Интернете.
В январе 2015 года в штате Калифорния в силу вступает закон, согласно которому веб-сайты и другие операторы Интернета обязаны удалять по требованию любой контент, опубликованный несовершеннолетними. Закон также запрещает передавать данные несовершеннолетних третьим лицам в целях маркетингового продвижения товаров и услуг.

### Россия
Согласно Федеральному закону «О персональных данных» от 27 июля 2006 года № 152-ФЗ (редакция 4.06.2014), «при обработке персональных данных должны быть обеспечены точность персональных данных, их достаточность, а в необходимых случаях и актуальность по отношению к целям обработки персональных данных. Оператор должен принимать необходимые меры либо обеспечивать их принятие по удалению или уточнению неполных или неточных данных. Хранение персональных данных должно осуществляться… не дольше, чем этого требуют цели обработки персональных данных… Обрабатываемые персональные данные подлежат уничтожению либо обезличиванию по достижении целей обработки или в случае утраты необходимости в достижении этих целей, если иное не предусмотрено федеральным законом».
В июне 2014 решение Европейского суда и само право «ограничивать доступ к неприятной или устаревшей информации о себе в глобальной сети» было поддержано Общественной палатой РФ.
В ноябре 2014 года Роскомнадзор заявил, что ведомство поддерживает закрепление права на забвение в российском законодательстве (в настоящее время в России информация удаляется самими операторами персональных данных по требованию Роскомнадзора), но подобных прецедентов в стране пока не было.
В мае 2015 года законопроект о «праве на забвение» был внесён на рассмотрение в Государственную думу РФ четырьмя депутатами разных фракций. Законопроект был принят, и 13 июля 2015 г. соответствующий федеральный закон был подписан Президентом РФ. Он вступил в силу 1 января 2016 г.
В июне 2016 года в Куйбышевском районном суде Санкт-Петербурга начался процесс по искам петербургского миллиардера Евгения Пригожина к «Яндексу». Заявитель требовал удалить из поисковика ссылки на публикации ФБК (писавший о проблемах с выигранными фирмами Пригожина подрядах у Минобороны РФ) и Фонтанки (писавшей о финансировании предпринимателем деятельности фабрики троллей, на платной основе публиковавшей провластные комментарии). Освещение в СМИ привело к эффекту Стрейзанд. В дальнейшем он отказался от иска.
К 17 августу 2016 года Яндекс из поданных к нему 11 исков не проиграл ни одного (4 вынесены в его пользу, два случая отказа от исков, четыре исковых требования были оставлены судом без рассмотрения).
В 2016 году Сергей Михайлов добился удаления упоминаний о себе из выдачи поисковых сервисов по запросам о его причастности к преступным группировкам.
В июле 2017 года Яндекс проиграл первый в своей истории судебный процесс бывшему министру сельского хозяйства РФ Елене Скрынник. Бывшая федеральная чиновница, ныне проживающая во Франции, после длительной переписки с компанией, отказавшейся удалить из результатов поиска ссылки на сведения о ходе расследования, через суд добилась права на забвение. Одинцовский городской суд, куда обратилась Скрынник, удовлетворил просьбу последней и обязал поисковик «прекратить выдачу ссылок, позволяющих получить доступ в сети „Интернет“ к недостоверной информации в отношении министра сельского хозяйства 2009—2012 гг. Елены Скрынник».
Форма удаления информации в Яндекс Архивная копия от 24 июля 2018 на Wayback Machine, в Гугл Архивная копия от 26 января 2016 на Wayback Machine или Гугл Архивная копия от 11 марта 2016 на Wayback Machine, Мейл.ру Архивная копия от 29 июля 2017 на Wayback Machine, Рамблер Архивная копия от 14 февраля 2016 на Wayback Machine, Спутник Архивная копия от 16 февраля 2016 на Wayback Machine, Бинг Архивная копия от 15 февраля 2016 на Wayback Machine.

## Положительная оценка
Ещё в 60-х годах XX века Маршалл МакЛюэн, предвосхищая появление права на забвение, сказал: «Будущее будет полностью компьютеризированным банком данных, непрощающим и незабывающим разделом светской хроники, не подразумевающим возможности уничтожения старых „ошибок“». Решение Европейского суда напомнило общественности, что ответственность за свои поступки и вечная «память» о них — не одно и то же. Журнал Time назвал право на забвение «всё более ценным принципом»: «смысл слова „общественный“ изменился… Прошлое должно тускнеть и исчезать, но Интернет фокусирует внимание на всей нашей жизни, любого из нас, всегда».
Решение Европейского суда по делу Костеха является для многих (хотя бы частично) средством противостояния безраздельной власти Google, чьи правила отнюдь не являются универсальными для всего мира. Согласно опросу Software Advice, 61 % американцев считают необходимым законодательное закрепление права на забвение в США; 39 % опрошенных выступают за принятие закона наподобие единого для всех европейского General Data Protection Regulation. Дело Костеха косвенно обратило внимание общественности и на последствия, к которым может привести наличие единственного, коммерчески ориентированного оператора и систематизатора информации в Интернете: «[Google] контролирует 67 % поискового трафика в США и около 90 % в ЕС. Если что-то нельзя найти в гугле, этого просто не существует… Пока мы позволяем одному игроку контролировать всю нашу информацию, мы не в праве возмущаться по поводу того, как его поведение на рынке или последствия этого поведения могут искажать наше коллективное представление о мире».
Основатель онлайн-сервиса по репутационному менеджменту Reputation.com Майкл Фертик поддерживает концепцию права на забвение: «Дело не в свободе слова, а в праве на конфиденциальность и собственное достоинство. Впервые ему будет уделено такое же внимание со стороны закона, как авторским правам и торговым маркам в США».
Виктор Майер-Шенбергер высказал предположение, что своим решением Европейский суд «создал своеобразного лежачего полицейского… На google.de нельзя найти удалённые ссылки, но можно на google.com, если вы потратите лишние 10 секунд. Однако вы не наткнётесь на них случайно, и так оно и должно быть».

## Критика
Во время рассмотрения в Германии дела Верле против Викимедиа, бюллетень организации по защите гражданских свобод Electronic Frontier Foundation вышел под заголовком «Кто контролирует прошлое, контролирует будущее», с отсылкой на роман «1984» Дж. Оруэлла, в котором правительство отслеживает содержание исторических документов, чтобы контролировать население.

Люди обязаны иметь право публиковать истинную информацию об исторических событиях. Иностранная сила не должна иметь возможность цензурировать публикации в США, даже несмотря на то, что это позволяет её национальная правовая система… На карту поставлена сама целостность истории.— Convicted Murderer To Wikipedia: Shhh!
Редакция онлайн-издания Primadanoi после судебного решения по удалению материала из его архива выступила с заявлением, что подобное решение свидетельствует, что в Италии нет возможности выполнять журналистскую работу «с честью и достоинством»: «память нельзя стереть по решению суда… Сегодня мы получили ещё одно подтверждение тому, что частная жизнь значит больше, чем право на информацию».
Общественная реакция на решение Европейского суда по делу Костеха, особенно в США и Великобритании, была в большей степени негативной. СМИ назвали его «ударом по свободе слова», «величайшей ошибкой Европейского суда», «ошибочной в теории и неприменимой на практике».
Критические замечания опираются, в основном, на утверждения, что право на забвение противоречит фундаментальным правам человека на свободу слова и печати. Советник Google, адвокат Питер Флейшер, посчитал право на забвение «очень удачным политическим слоганом», который «как все удачные политические слоганы похож на тест Роршаха. Каждый видит в нём, что хочет». В официальном заявлении Google после вынесения решения по делу Костеха, оно было названо «вызывающим разочарование», хотя компания отказалась от резких оценок и негативных комментариев. Позже Ларри Пейдж, главный исполнительный директор Google, в комментарии Financial Times выразил опасение, что постановление Европейского суда может негативно повлиять на «следующее поколение стартапов в Интернете» и усилить позиции «репрессивных правительств, стремящихся к ограничению онлайн-коммуникаций». Пейдж от лица Google выступил за начало многостороннего диалога по вопросам защиты личности и персональных данных в Европе.
Джимми Уэйлс, сооснователь Википедии, увидел в постановлении суда акт «цензурирования истории» и пригрозил, что постановление приведёт к «Интернету с дырами памяти» после того, как из поисковиков было удалено несколько десятков ссылок на страницы Википедии.
Организация Index on Censorship, борющаяся за свободу слова во всем мире, заявила, что решение Европейского суда по делу Костеха

…позволяет индивидам подавать жалобы поисковым системам на информацию, которая им не нравится, без законных на то оснований. Это сравнимо с вторжением в библиотеку и превращением книг в макулатуру. И хотя постановление направлено на частных лиц, оно открывает путь любому, кто желает обелить своё прошлое… Решение суда — значительный шаг назад в понимании роли и ответственности поисковых систем и Интернета в целом.— Index On Censorship, 2014
Сразу же после вынесения решения, редакционная коллегия The New York Times выступила против него на том основании, что оно способно «подорвать» ценность свободы прессы и слова.
Отмечалось также, что локальные изменения в политике Google по поводу персональных данных могут привести к фрагментации, региональному разделению Интернета, ограничить свободное движение информации. Wall Street Journal назвал это «разграниченный Интернет» (internet with borders).
Основной претензией к Европейскому суду стал не столько факт необходимости удаления ссылок, сколько признание Google и других поисковых систем операторами персональных данных, ответственными за хранение и отслеживание публикуемого третьими лицами контента, несмотря на то, что генеральный адвокат Европейского суда Ниило Яяскинен в своем консультативном заключении не признал их таковыми.
В качестве протеста против практики «забвения» крупные медийные компании, включая BBC и Daily Telegraph, создали специальные архивы с детальной информацией об удалённых ссылках, а в отдельных случаях — с кратким содержанием соответствующего контента. Кроме того, появились специальные ресурсы со списками удалённых ссылок, например, Hiddenfromgoogle.
Резко негативную оценку решение Европейского суда получило в докладе комитета Палаты лордов Парламента Великобритании по делам ЕС. Постановление называется «несправедливым, особенно в отношении небольших поисковых систем». Комитет настоятельно рекомендовал правительству Великобритании в дальнейшем выступать за исключение любого упоминания права на забвение в новом законопроекте ЕС о защите персональных данных, а также за признание решения Европейского суда недействительным вследствие того, что термин «оператор персональных данных» не может быть применён к поисковым системам.
В целом, критики отмечают, что в своём сегодняшнем «воплощении» право на забвение вызывает больше вопросов, чем ответов. Решение Европейского суда подразумевает удаление не информации о человеке, а поисковых запросов и ссылок, приводящих к этой информации, что является главной проблемой права на забвение: в итоге ничего не забывается, усложняется лишь процесс поиска информации. Манипуляции с доступом к правомерному контенту, а не с самим контентом, могут привести к онлайн цензуре. А право на забвение может стать «средством переписывания истории»:

…Информация должна блокироваться в источниках, в данном случае [в случае Гонсалеса] — в испанской газете, иначе мы вступаем на очень опасную территорию. Правила должны работать на то, чтобы люди с большей гарантией имели осмысленный выбор, какую информацию о них получит компания вроде Google. Но если мы начнем возлагать ответственность за действия других людей на посредников, мы создадим модель, которая приведет к росту надзора и риску цензуры.— Pravo.ru
Действительно, в связи с решением суда был высказан ряд опасений, что оно вызовет злоупотребления со стороны политиков и других знаменитостей и лидеров лидеров общественного мнения, которым «есть что скрывать». Саймон Хьюджс, член Партии либеральных демократов Великобритании, в своём выступлении в Парламенте напомнил, что ни политики, ни преступники не могут удалять сведения о своём прошлом — это противоречит интересам общества, а права на забвение и вовсе не существует «ни в законодательстве Великобритании, ни в директивах ЕС, ни в судебных решениях».
Сотрудники поисковых систем и IT-специалисты отмечают, что право на забвение выглядит как «проект людей, не знающих, как работает Интернет», ведь «поисковые системы не умеют идентифицировать пользователя» и «индексируют только общедоступную информацию».
Сомнения вызывает и проект нового закона ЕС о персональных данных (General Data Protection Regulation), который считается слишком непроработанным. Отсутствуют стандарты, объективные критерии для удаления той или иной информации; существует мнение, что целесообразно создать сторонний орган для принятия решений об удалении и освободить поисковые системы от данной ответственности. Негативной оценке подвергается требование удалять информацию об индивиде, опубликованную третьими лицами: определение персональных данных в ст. 4 нового законопроекта включает «любую информацию, относящуюся» к индивиду. Это заставит компании убирать любую информацию, относящуюся к индивиду, независимо от её источника, что опять же может привести к цензуре.
Для того чтобы избежать подобных последствий, в законопроект была включена поправка, исключающая удаление данных, собранных для журналистских, художественных или литературных целей. В то же время, Google удалил ссылку на пост Роберта Пестона на сайте BBC о Стэне О’Ниле, что вызвало шквал критики со стороны журналистского сообщества (позже ссылки были возвращены в каталог Google).